# Cattedrali a Mauritius
Questa è una lista delle cattedrali a Mauritius.

## Cattedrali cattoliche
| Cattedrale                 | Diocesi                           | Città      | Immagine |
| -------------------------- | --------------------------------- | ---------- | -------- |
| Cattedrale di San Luigi    | Diocesi di Port-Louis             | Port Louis |          |
| Cattedrale di San Gabriele | Vicariato apostolico di Rodrigues | Rodrigues  |          |

## Cattedrale anglicana
| Cattedrale                | Diocesi                        | Città      |
| ------------------------- | ------------------------------ | ---------- |
| Cattedrale di San Giacomo | Diocesi anglicana di Mauritius | Port Louis |